# Diatra
Diatra (Eigenschreibweise: DIATRA; Dia = Dialyse/Diabetes, tra = Transplantation) ist eine medizinische Fachzeitschrift, die seit 1991 erscheint.
Sie richtet sich gleichsam an chronisch nierenkranke Menschen, wie auch an das medizinische und pflegerische Fachpersonal in internistischen, nephrologischen, diabetologischen und transplantationschirurgischen Einrichtungen.
Die quartalsweise erscheinende Zeitschrift (Untertitel: „Nephrologie | Transplantation | Diabetologie“) wird in den gesamten deutschsprachigen Raum ausgeliefert, d. h. neben Deutschland auch nach Österreich, in die Schweiz, nach Südtirol und Luxemburg. Der seit 2021 als gemeinnützig anerkannte Verlag beliefert unter anderem alle rund 1.250 Dialyseanbieter und nephrologische Fachleute in Deutschland sowie weitere Fachleute im In- und Ausland. Mehr als 90.000 Dialysepatienten in Deutschland haben so die Möglichkeit, sich mit relevanten Informationen zu versorgen.
Intention der Zeitschrift ist eine unabhängige wie auch fundierte Berichterstattung über Dialyse, Organspende, Nierentransplantation, Diabetologie und alle damit verbundenen Themenbereiche:
- Kontroverse Aufbereitung des aktuellen Geschehens, um zu Diskussionen anzuregen beziehungsweise beizutragen.
- Fachbeiträge von Ärzten, Juristen und Wissenschaftlern auch aus anderen Disziplinen.
- Berichte von und über Organisationen, Institutionen und Selbsthilfegruppen.
- Persönliche Erfahrungsberichte von Betroffen, Pflegepersonal und ärztlichem Fachpersonal.

Seit Juli 2016 erscheint zusätzlich das eMagazine DIATRA professional (interactive PDF/HTML5), das kostenfrei von Healthcare Professionals bezogen werden kann.
2022 rief der DIATRA-Verlag gemeinsam mit der Deutschen Transplantationsgesellschaft zum Symbol-Wettbewerb „Organspende kann Jede:r“ auf. Ziel ist es, ein gemeinsames klares Zeichen für die Organspende zu etablieren, um die Organspende gesellschaftsfähiger zu machen.